# Александро-Невский район
Алекса́ндро-Не́вский райо́н — административно-территориальная единица (район) и муниципальное образование (муниципальный район)  на юге Рязанской области России.
Административный центр — посёлок городского типа Александро-Невский.

## География

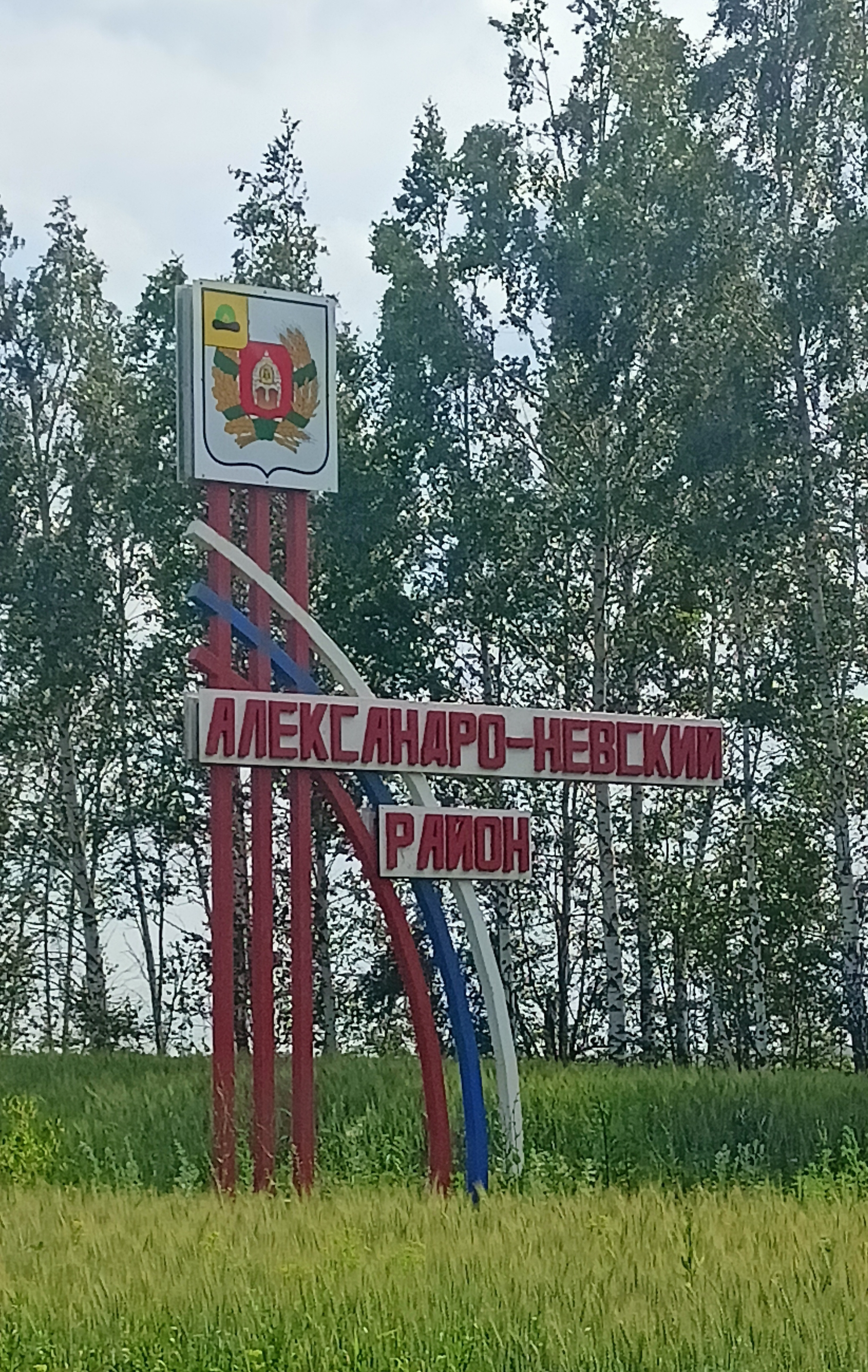

Площадь района — 833 км². Район граничит с севера с Ухоловским и Ряжским районами Рязанской области, с запада — с Чаплыгинским районом Липецкой области, с юго-востока — с Первомайским и Староюрьевским районами Тамбовской области. Леса занимают 1,5 % территории района.

## История
Образован 12 июля 1929 года в составе Рязанского округа Московской области, с центром в селе Александро-Невское (с 4 июля 1945 года это рабочий посёлок Александро-Невский).
В состав района в 1929 году вошли следующие сельсоветы бывшего Ряжского уезда Рязанской губернии:
- из Александро-Невской волости: Александро-Невский, Аленковский, Аннинский, Апро-Пеньковский, Батурский, Бахметьевский, Благоевский, Борисовский, Боровковский, Боршевский, Бурминский, Дмитриевский, Добро-Надеждинский, Зелено-Дмитриевский, Зимаровский, Калининский, Канищевский, Катинский, Клейминовский, Константиновский, Краснознаменский, Ленинский, Медвинский, Нижне-Якимецкий, Николо-Высельский, Николо-Гаевский, Новосергиевский, Новотишевский, Норовский, Павловский, Поселко-Ржавецкий, Свистовский, Студенковский, Чагинский, Чернышовский
- из Коноплинской волости: Заборовский, Крещено-Гаевский, Михалковский, Просеченский, Спешневский
- из Ряжской волости: Маровский.

23 декабря 1929 года Александро-Невский район был переименован в Ново-Деревенский.
20 мая 1930 года Борщевский сельсовет был передан в Ряжский район.
5 октября 1934 года Александро-Невский сельсовет был переименован в Новодеревенский.
20 апреля 1935 года Дмитриевский сельсовет был переименован в Комсомольский.
26 сентября 1937 года Ново-Деревенский район был передан в Рязанскую область.
15 февраля 1963 года упразднён, восстановлен 3 ноября 1965 года.
Постановлением Правительства Российской Федерации от 18 июня 2012 года № 592 Новодеревенский район переименован в Александро-Невский район.

## Население
| 1939    | 1959    | 1970    | 1979    | 1989    | 2002    | 2009    | 2010    | 2012    |
| ------- | ------- | ------- | ------- | ------- | ------- | ------- | ------- | ------- |
| 45 181  | ↘24 668 | ↘20 601 | ↘16 006 | ↘13 547 | ↘13 071 | ↘12 312 | ↘11 818 | ↘11 659 |
| 2013    | 2014    | 2015    | 2016    | 2017    | 2018    | 2019    | 2020    | 2021    |
| ↘11 643 | ↘11 522 | ↘11 442 | ↘11 297 | ↗11 304 | ↘11 164 | ↘10 926 | ↘10 683 | ↗10 744 |
| 2023    |         |         |         |         |         |         |         |         |
| ↘10 529 |         |         |         |         |         |         |         |         |

### Урбанизация
Городское население (посёлок городского типа Александро-Невский) составляет  34,24 % населения района.

### Национальный состав
По итогам переписи населения 2020 года проживали следующие национальности (национальности менее 0,1 % и другое, см. в сноске к строке «Другие»):
| Национальность | Численность, чел. | Доля     |
| -------------- | ----------------- | -------- |
| Русские        | 9915              | 92,28 %  |
| Армяне         | 194               | 1,81 %   |
| Азербайджанцы  | 73                | 0,68 %   |
| Молдаване      | 43                | 0,40 %   |
| Украинцы       | 38                | 0,35 %   |
| Таджики        | 36                | 0,34 %   |
| Лезгины        | 29                | 0,27 %   |
| Узбеки         | 26                | 0,24 %   |
| Татары         | 16                | 0,15 %   |
| Гагаузы        | 14                | 0,13 %   |
| Грузины        | 11                | 0,10 %   |
| Другие         | 349               | 3,25 %   |
| Итого          | 10 744            | 100,00 % |

### Занятость
Трудоспособное население составляет 57 %, пенсионеры — 33 %.

## Территориальное устройство
В рамках административно-территориального устройства, Александро-Невский район включает 1 посёлок городского типа и 5 сельских округов.
В рамках организации местного самоуправления, муниципальный район делится на 6 муниципальных образований, в том числе 1 городское и 5 сельских поселений.
| № | Муниципальное образование              | Административный центр             | Количество населённых пунктов | Население (чел.) | Площадь (км²) |
| - | -------------------------------------- | ---------------------------------- | ----------------------------- | ---------------- | ------------- |
| 1 | Александро-Невское городское поселение | рабочий посёлок Александро-Невский | 1                             | ↘3605            | 3,67          |
| 2 | Благовское сельское поселение          | село Благие                        | 14                            | ↘1381            | 147,96        |
| 3 | Борисовское сельское поселение         | деревня Борисовка                  | 21                            | ↘1481            | 191,73        |
| 4 | Каширинское сельское поселение         | посёлок Каширин                    | 15                            | ↘2163            | 210,44        |
| 5 | Нижнеякимецкое сельское поселение      | село Нижний Якимец                 | 11                            | ↘1078            | 123,00        |
| 6 | Просеченское сельское поселение        | село Просечье                      | 14                            | ↘821             | 156,04        |

В 2004 году в муниципальном районе были созданы 1 городское и 7 сельских поселений. В 2017 году были упразднены Ленинское сельское поселение (включено в Борисовское) и Бурминское сельское поселение (включено в Каширинское).

## Населённые пункты
В Александро-Невском районе 76 населённых пунктов, в том числе 1 городской (пгт) и 75 сельских.
| №  | Населённый пункт     | Тип     | Население | Муниципальное образование              |
| -- | -------------------- | ------- | --------- | -------------------------------------- |
| 1  | Александровка        | деревня | ↗11       | Просеченское сельское поселение        |
| 2  | Александро-Невский   | пгт     | ↘3605     | Александро-Невское городское поселение |
| 3  | Аннинка              | деревня | ↘18       | Ленинское сельское поселение           |
| 4  | Аннино               | посёлок | ↘13       | Ленинское сельское поселение           |
| 5  | Банаки               | деревня | →0        | Просеченское сельское поселение        |
| 6  | Батурки              | деревня | →0        | Борисовское сельское поселение         |
| 7  | Бахметьево           | деревня | ↘135      | Благовское сельское поселение          |
| 8  | Благие               | село    | ↘226      | Благовское сельское поселение          |
| 9  | Борисовка            | деревня | ↘363      | Борисовское сельское поселение         |
| 10 | Бурминка             | село    | ↘309      | Бурминское сельское поселение          |
| 11 | Верхний Якимец       | село    | ↗12       | Каширинское сельское поселение         |
| 12 | Владимировка         | деревня | ↘5        | Благовское сельское поселение          |
| 13 | Голофеевка           | деревня | ↘20       | Нижнеякимецкое сельское поселение      |
| 14 | Дикое Поле           | деревня | ↘0        | Борисовское сельское поселение         |
| 15 | Дмитриевка           | деревня | ↘15       | Благовское сельское поселение          |
| 16 | Дмитриевский Боровок | село    | →41       | Каширинское сельское поселение         |
| 17 | Добрая Надежда       | деревня | ↘56       | Борисовское сельское поселение         |
| 18 | Заборово             | село    | ↘107      | Просеченское сельское поселение        |
| 19 | Заречье              | посёлок | →0        | Просеченское сельское поселение        |
| 20 | Заря                 | посёлок | ↘1        | Просеченское сельское поселение        |
| 21 | Зелено-Дмитриевка    | деревня | ↘25       | Просеченское сельское поселение        |
| 22 | Зимарово             | село    | ↘299      | Борисовское сельское поселение         |
| 23 | Знаменка             | деревня | ↘5        | Благовское сельское поселение          |
| 24 | Кайсаровка           | деревня | ↘31       | Нижнеякимецкое сельское поселение      |
| 25 | Калинино             | село    | ↗403      | Нижнеякимецкое сельское поселение      |
| 26 | Канищево             | село    | ↘73       | Благовское сельское поселение          |
| 27 | Катино               | деревня | ↘6        | Борисовское сельское поселение         |
| 28 | Каширин              | посёлок | ↘708      | Каширинское сельское поселение         |
| 29 | Клейминовка          | деревня | →0        | Нижнеякимецкое сельское поселение      |
| 30 | Кленские Выселки     | деревня | ↘7        | Благовское сельское поселение          |
| 31 | Колобово             | деревня | ↘23       | Борисовское сельское поселение         |
| 32 | Константиновка       | деревня | ↘15       | Ленинское сельское поселение           |
| 33 | Красная Степь        | деревня | ↗121      | Каширинское сельское поселение         |
| 34 | Красное              | село    | ↘9        | Бурминское сельское поселение          |
| 35 | Красное Знамя        | село    | ↗115      | Нижнеякимецкое сельское поселение      |
| 36 | Крещено Гаи          | село    | ↘0        | Просеченское сельское поселение        |
| 37 | Курган               | посёлок | ↘0        | Борисовское сельское поселение         |
| 38 | Лапотские Выселки    | деревня | ↘20       | Нижнеякимецкое сельское поселение      |
| 39 | Левин                | посёлок | →0        | Просеченское сельское поселение        |
| 40 | Ленино               | село    | ↘496      | Ленинское сельское поселение           |
| 41 | Ленинский            | посёлок | ↗198      | Каширинское сельское поселение         |
| 42 | Луговой              | посёлок | →0        | Благовское сельское поселение          |
| 43 | Мары                 | деревня | ↘45       | Бурминское сельское поселение          |
| 44 | Медвино              | деревня | →16       | Каширинское сельское поселение         |
| 45 | Михалково            | деревня | ↘187      | Просеченское сельское поселение        |
| 46 | Нива                 | посёлок | →0        | Ленинское сельское поселение           |
| 47 | Нижний Якимец        | село    | ↘295      | Нижнеякимецкое сельское поселение      |
| 48 | Николаевка           | деревня | ↘0        | Благовское сельское поселение          |
| 49 | Николо-Выселки       | деревня | ↘2        | Благовское сельское поселение          |
| 50 | Никольское           | село    | ↗16       | Нижнеякимецкое сельское поселение      |
| 51 | Никоновка            | деревня | ↗14       | Нижнеякимецкое сельское поселение      |
| 52 | Ново-Сергиевка       | село    | ↗124      | Каширинское сельское поселение         |
| 53 | Ново-Тишевое         | село    | ↘159      | Нижнеякимецкое сельское поселение      |
| 54 | Норовка              | деревня | ↘146      | Каширинское сельское поселение         |
| 55 | Ознобищево           | деревня | ↘4        | Борисовское сельское поселение         |
| 56 | Ольховка             | деревня | ↘156      | Благовское сельское поселение          |
| 57 | Павловка             | деревня | ↘298      | Благовское сельское поселение          |
| 58 | Полиловка            | деревня | ↘40       | Каширинское сельское поселение         |
| 59 | Потемщино            | деревня | →0        | Каширинское сельское поселение         |
| 60 | Просечье             | село    | ↘298      | Просеченское сельское поселение        |
| 61 | Ржавец               | посёлок | ↘4        | Просеченское сельское поселение        |
| 62 | Рождественское       | село    | ↘0        | Каширинское сельское поселение         |
| 63 | Ряссы                | деревня | ↘0        | Борисовское сельское поселение         |
| 64 | Сатиновка            | деревня | ↘33       | Борисовское сельское поселение         |
| 65 | Свистовка            | деревня | ↘0        | Ленинское сельское поселение           |
| 66 | Сергиевский Боровок  | село    | ↘441      | Каширинское сельское поселение         |
| 67 | Спешнево             | село    | ↘201      | Просеченское сельское поселение        |
| 68 | Студенки             | село    | ↗462      | Благовское сельское поселение          |
| 69 | Суздалевка           | деревня | ↘0        | Просеченское сельское поселение        |
| 70 | Урусово              | деревня | →0        | Борисовское сельское поселение         |
| 71 | Федцовка             | деревня | ↗96       | Борисовское сельское поселение         |
| 72 | Чагино               | деревня | ↘8        | Благовское сельское поселение          |
| 73 | Чернышевка           | деревня | ↘78       | Борисовское сельское поселение         |
| 74 | Чибизовка            | деревня | ↘0        | Просеченское сельское поселение        |
| 75 | Ясная Поляна         | деревня | ↘0        | Борисовское сельское поселение         |
| 76 | Яхонтово             | деревня | ↘26       | Нижнеякимецкое сельское поселение      |

## Инфраструктура
В районе был построен новый спортивный комплекс, районный суд, Дом культуры.

## Местное самоуправление
Местное самоуправление представляют:
- Представительный орган — Александро-Невская районная Дума;
- Исполнительный орган — администрация муниципального образования.

Районная Дума избирается в количестве 15 человек сроком на 4 года.
Главы районной Думы
- 2 марта 2008 г. главой муниципального образования переизбран Оводков Владимир Фёдорович.
- Максимкин Иван Александрович

Главы района - главы администрации
- Оводков Владимир Федорович

## Транспорт

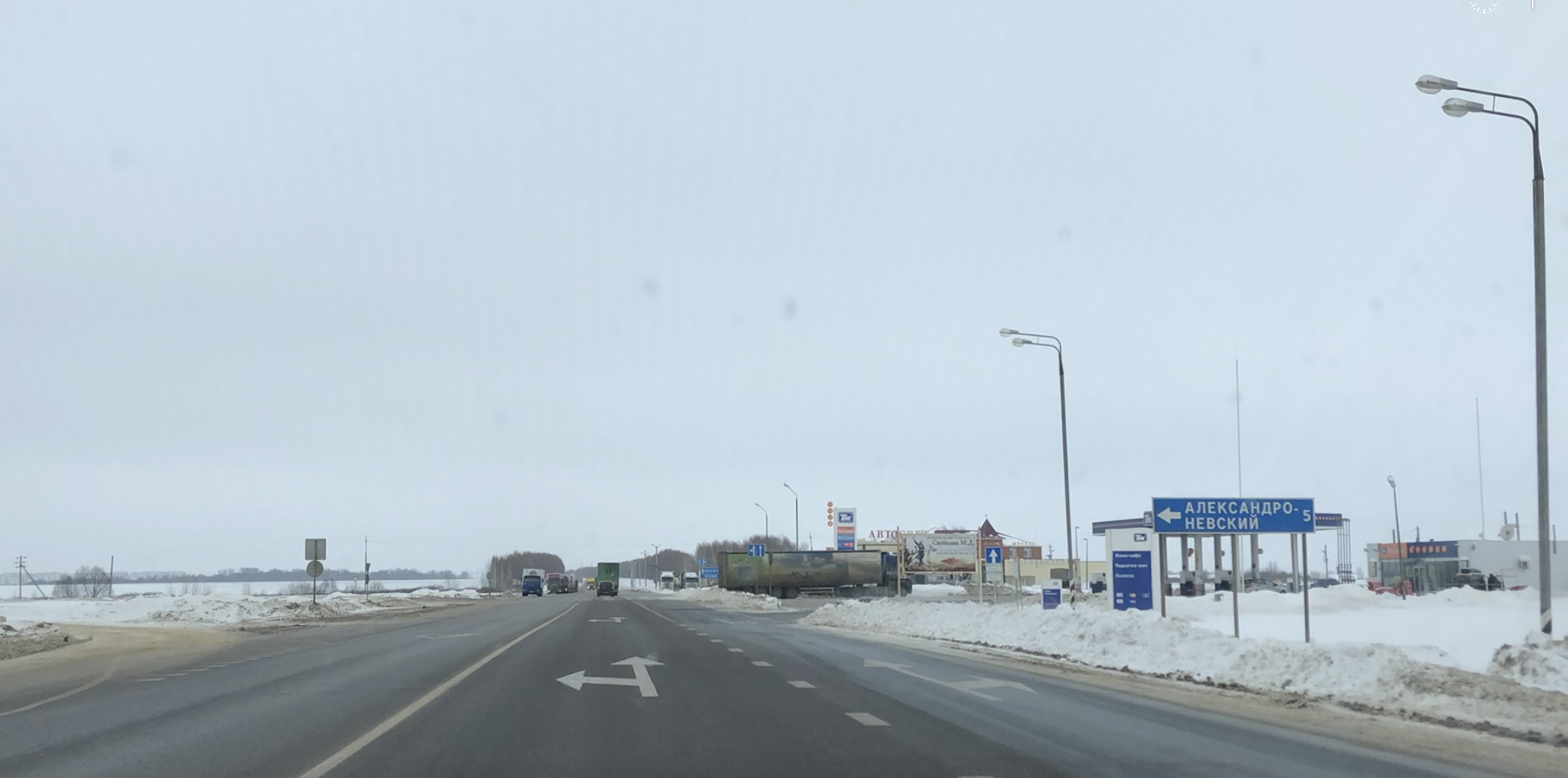
Трасса Е119

Через район проходят железнодорожная магистраль Юго-Восточной железной дороги «Москва — Рязань — Ряжск — Мичуринск», а также автодорога федерального значения «Москва — Волгоград».

## Достопримечательности

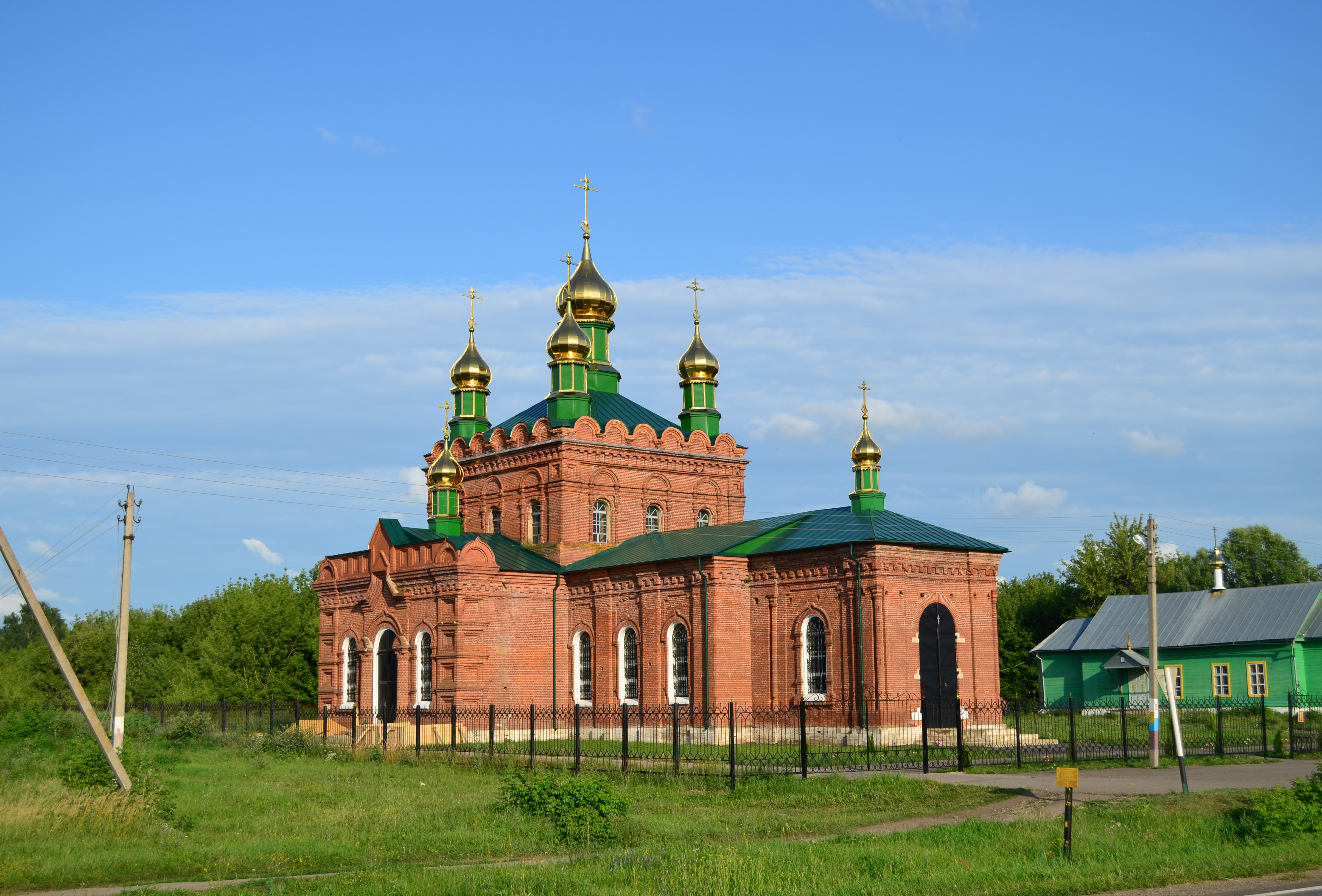
Храм Сергия Радонежского в селе Новосергиевка.

- Храм Сергия Радонежского в селе Новосергиевка.районный краеведческий музей. Открыт в городе Александро-Невский 22 июня 1999 года;
- памятники культовой культуры:

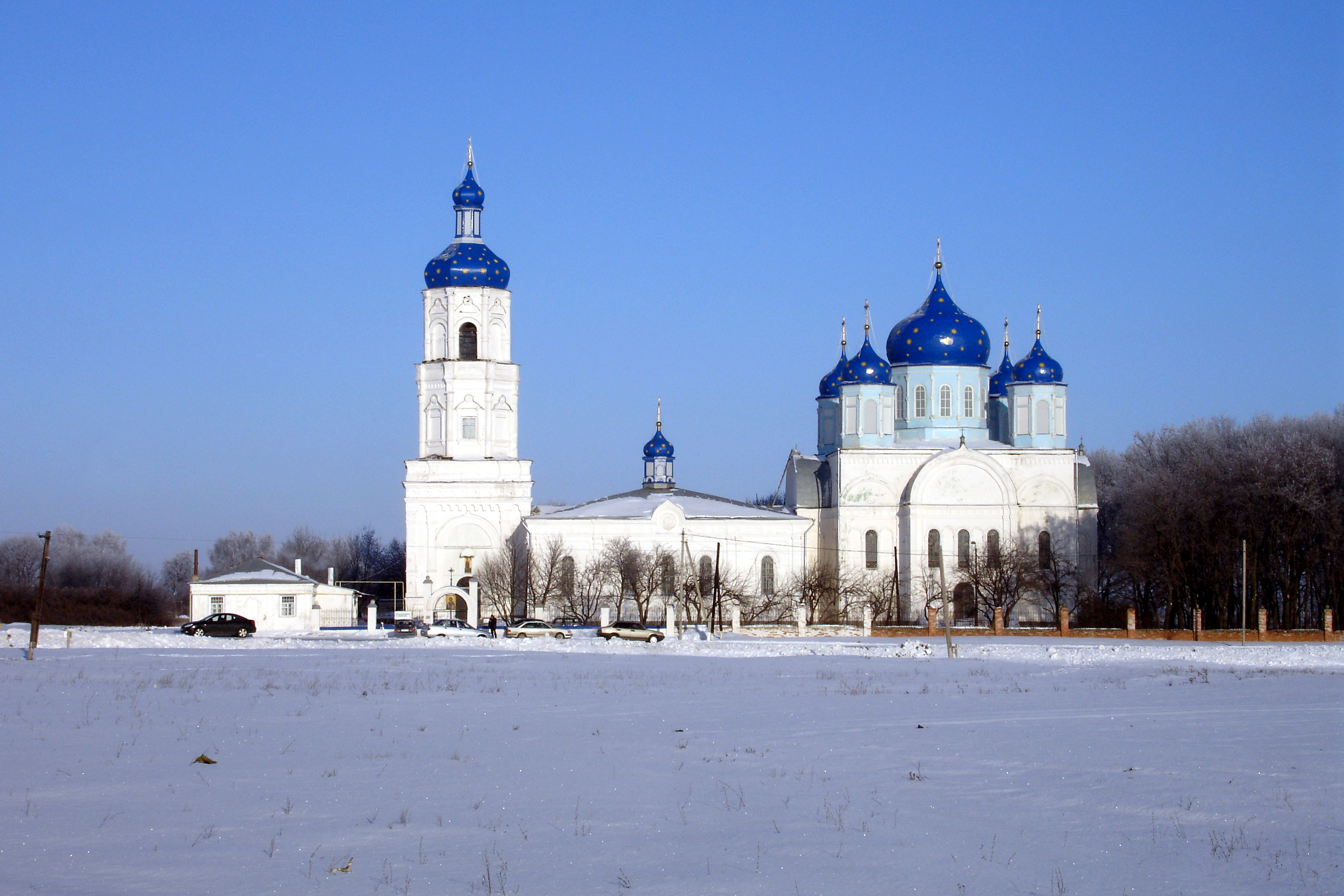
Боголюбская церковь в селе Зимарово

- - Богоявленская церковь в селе Крещено Гаи,
  - Казанская церковь в с. Благие,
  - Покровская церковь в с. Бурминка,
  - Казанская церковь в с. Нижний Якимец,
  - Елизаветинская церковь в с. Ново-Тишевое,
  - Преображенская церковь в с. Красное,
  - Николаевская церковь в с. Николо-Гаи,
  - Храм преподобного Сергия Радонежского в с. Ново-Сергиевка,
  - Христорождественская церковь в с. Рождественское,
  - Сергиевская церковь в с. Сергиевский Боровок,
  - Боголюбская церковь в с. Зимарово.
- Мемориал-музей М. Д. Скобелева.